# Eyalato de Lahsa
El eyalato de Lahsa (en turco otomano: ایالت لحسا, Eyālet-i Laḥsā‎) o Al-Hasa fue un eyalato del Imperio otomano. El territorio del antiguo eyalato ahora forma parte de Kuwait y Catar. Qatif era la ciudad principal del eyalato,[cita requerida] en tanto el eyalato llevaba el nombre de la ciudad de Al-Hasa.
El área fue ocupada por fuerzas otomanas a mediados del siglo XVI, y sería administrada por ellos, con distintos grados de efectividad, durante los siguientes 130 años.

## Historia
El eyalato de Al-Hasa se estableció en 1552, principalmente para proteger el comercio de Basora con la India, ya que los portugueses estaban haciendo incursiones en las costas y navegando en el golfo Pérsico. En marzo de 1552, se habían introducido guarniciones en Lahsa, la ciudad más grande de la región. El primer estudio de la tierra de la provincia recién ocupada comenzó antes de septiembre de 1553. Durante los primeros años de ocupación, Lahsa se administró como un distrito del eyalato de Basora. En 1560, el oficial de distrito fue ascendido a gobernador general. 
El primer intento de invasión de Baréin desde Lahsa por los otomanos se realizó en el verano de 1559, cuando Mustafa Pasha, gobernador general de Lahsa, envió una fuerza de invasión de 600-1.000 hombres, quien actuó por su cuenta, presumiblemente para impresionar al sultán Solimán. Terminó con resultados desastrosos: la rendición de las fuerzas otomanas y su retirada después del pago de un rescate de 1 millón de akçe. Mustafa Pasha murió (sin explicación), pero los hombres regresaron al continente en marzo o abril de 1560. 
Con la retirada de la mayor parte de la guarnición, los líderes de Bani Khalid, los antiguos gobernantes de la zona, aprovecharon la oportunidad para rebelarse contra los otomanos, ocupando Lahsa y estableciendo Mubarraz como cuartel general. El orden se restableció con la llegada de un nuevo gobernador general y nuevas tropas.
El escuadrón portugués en Ormuz controló entonces todo el tráfico en el golfo Pérsico, atacando Al-Katif en 1552, 1559 y 1573. Hacia 1566, se intentó establecer relaciones pacíficas con los portugueses en la base de Ormuz. En 1568, los otomanos hicieron más preparativos navales para capturar Baréin, pero la rebelión en Yemen en el mismo año frenó todos esos planes. 
Más tarde, los otomanos hicieron nuevos preparativos en Al-Hasa para tomar Baréin, pero en general se mantuvieron a la defensiva, especialmente cuando comenzó una nueva guerra contra Irán en 1578. El gobernador general Ahmed Bey se hizo impopular entre el pueblo y fue derrocado en 1580 después de dos años de gobierno tumultuoso. Poco después de que se firmara la paz con sah Abás en septiembre de 1591, el gobernador general de Lahsa recibió permiso para conquistar Baréin, pero Lahsa no tomó ninguna medida. 
Los otomanos dieron a los jeques de los Banu Khalid títulos administrativos y salarios, pero la tribu nunca se sometió totalmente a la jurisdicción otomana.
En 1669-1670, bajo el liderazgo de Barrak ibn Ghurayr ibn Uthman, la sección de Al-Humaid de la tribu Banu Khalid finalmente pudo derrotar a la guarnición otomana en al-Ahsa en la batalla, sin dejar a la administración otra posibilidad que retirarse pacíficamente de al-Ahsa. Los Banu Khalid establecieron un estado independiente, el Emirato Khalidi, en 1670.

## Divisiones administrativas
| Sanjacads del eyalato en el siglo XVI: 1. Sanjacado de Uyun (desde 1560) 2. Sanjacado de Badiye (el desierto; desde 1560) 3. Sanjacado de Tuhaymiyah (después de 1578) 4. Sanjacado de Cebrin (después de 1578) 5. Sanjacado de Cisse (después de 1573) 6. Sanjacado de Mubarraz (después de 1573) | Sanjacados del eyalato en el siglo XVII: 1. Sanjacado de Aiwen 2. Sanjacado de Sakul 3. Sanjacado de Negniie 4. Sanjak de Netif 5. Sanjacado de Benderazir 6. Sanjacado de Giriz |

## Otras lecturas
- Mandaville, Jon E. (1970). «The Ottoman Province of al-Hasā in the Sixteenth and Seventeenth Centuries». Journal of the American Oriental Society 90: 486-513.

- Datos: Q4021032